# Урядові уповноважені
Урядові уповноважені — ряд спеціальних урядових посад у штаті Кабінету міністрів України та деяких окремих міністерств. Діяльність урядових уповноважених регламентується окремими нормативно-правовими документами.

## Урядові уповноваженіКМУ
- Урядовий уповноважений з питань дерегуляції господарської діяльності
- Урядовий уповноважений з питань співробітництва з міжнародними фінансовими організаціями та залучення міжнародної технічної допомоги
- Урядовий уповноважений у справах Європейського суду з прав людини
- Урядовий уповноважений з прав осіб з інвалідністю

## Урядові уповноважені по міністерствах

### Міністерство економічного розвитку і торгівлі України[1]
- Урядовий уповноважений з питань європейської інтеграції (Пятницький Валерій Тезійович)

## Ліквідовані посади

### Урядовий уповноважений з питань антикорупційної політики
Посадова особа, підпорядкована Кабінетові Міністрів України, яка готувала пропозиції щодо формування та забезпечення реалізації державної антикорупційної політики.
Посада існувала протягом 2009—2011 та 2013—2016 років.

### Урядовий уповноважений з питань співробітництва з Російською Федерацією, державами-учасницями Співдружності Незалежних Держав, Євразійського економічного співтовариства та іншими регіональними об'єднаннями
Посада існувала при Міністерстві економічного розвитку і торгівлі до 2014 років. Останнім її обіймав Мунтіян Валерій Іванович.

### Урядовий уповноважений з питань етнонаціональної політики
Посадова особа, на яку покладено повноваження щодо забезпечення взаємодії Кабінету Міністрів України з органами виконавчої влади та інститутами громадянського суспільства з метою забезпечення захисту прав національних меншин і корінних народів, збереження міжнаціональної єдності та злагоди в українському суспільстві. Посада введена 4 червня 2014 р..
Посада існувала у 2014—2015 роках. Єдиним, хто обіймав дану посаду був Друзенко Геннадій Володимирович

## Чинні урядові уповноважені
- Баранцова Тетяна Вікторівна - Уповноважена з прав людей із інвалідністю.[4]
- Кремінь Тарас Дмитрович - Уповноважений із захисту державної мови.